# Ian Reed Kesler
Ian Reed Kesler (* 13. Februar 1977 in Birmingham, Oakland County, Michigan) ist ein US-amerikanischer Schauspieler und Synchronsprecher.

## Leben
Kesler wurde am 13. Februar 1977 in Birmingham geboren. Im Alter von 13 Jahren wurde er Co-Moderator einer lokalen Fernsehserie für Kinder und Jugendliche namens What's Up? auf WKBD-TV in Detroit. Während seiner dortigen fünfjährigen Tätigkeit wurde er vier Jahre in Folge für einen Regional Emmy Award in der Kategorie Bestes Programmtalent nominiert. 1999 machte er seinen Abschluss am Albion College. Er begann noch im selben Jahr mit dem Schauspiel, als er in einer Episode der Fernsehserie Law & Order: Special Victims Unit eine Episodenrolle übernahm. Neben weiteren Episodenrollen in verschiedenen Fernsehserien war er als Nebendarsteller 2004 in Poster Boy, 2005 in Raw Footage und 2006 im Fernsehfilm Dirtbags zu sehen. Von 2006 bis 2007 wirkte er in zehn Episoden der Fernsehserie The Loop als Derek Tricolli mit. Eine weitere größere Serienrolle übernahm er 2008 in General Hospital. Von 2011 bis 2015 war er als Sensei Ty in der Fernsehserie Karate-Chaoten zu sehen. Von 2016 bis 2019 stellte er die Rolle des Stu Buzzini in der Fernsehserie Suits dar. Seit 2019 verkörpert er die Rolle des Max Reynolds in der Fernsehserie Sydney to the Max.

## Filmografie (Auswahl)
- 1999: Law & Order: Special Victims Unit (Fernsehserie, Episode 1x07)
- 2002: CSI: Miami (Fernsehserie, Episode 1x10)
- 2003: Birds of Prey (Fernsehserie, Episode 1x12)
- 2003: The O’Keefes (Fernsehserie, Episode 1x06)
- 2003: Lady Cops – Knallhart weiblich (The Division, Fernsehserie, Episode 3x16)
- 2004: Poster Boy
- 2005: Raw Footage
- 2006: CSI: NY (Fernsehserie, Episode 2x18)
- 2006: Dirtbags (Fernsehfilm)
- 2006–2007: The Loop (Fernsehserie, 10 Episoden)
- 2007: Lake Placid 2 (Fernsehfilm)
- 2007: The Hill (Fernsehfilm)
- 2008: Stone & Ed
- 2008: Back to You (Fernsehserie, Episode 1x12)
- 2008: Bones – Die Knochenjägerin (Bones, Fernsehserie, Episode 3x14)
- 2008: Finish Line (Fernsehfilm)
- 2008: Without a Trace – Spurlos verschwunden (Without a Trace, Fernsehserie, Episode 7x05)
- 2008: General Hospital (Fernsehserie, 3 Episoden)
- 2009: (500) Days of Summer
- 2009: Life (Fernsehserie, Episode 2x15)
- 2009: Dark House
- 2009: Zeke und Luther (Zeke and Luther, Fernsehserie, Episode 1x08)
- 2009: Navy CIS (NCIS, Fernsehserie, Episode 7x02)
- 2010: Medium – Nichts bleibt verborgen (Medium, Fernsehserie, Episode 6x14)
- 2010: Tripp’s Rockband (Medium, Fernsehserie, Episode 1x07)
- 2010: True Jackson (True Jackson, VP, Fernsehserie, Episode 2x12)
- 2010: Below the Beltway
- 2010: Castle (Fernsehserie, Episode 2x24)
- 2010: Sons of Tucson (Fernsehserie, 2 Episoden)
- 2010: Night and Day (Fernsehfilm)
- 2011: CSI: Vegas (CSI: Crime Scene Investigation, Fernsehserie, Episode 11x14)
- 2011: Franklin & Bash (Fernsehserie, Episode 1x05)
- 2011: Love Bites (Fernsehserie, Episode 1x07)
- 2011: Politics of Love
- 2011: It’s Always Sunny in Philadelphia (Fernsehserie, 2 Episoden)
- 2011–2012: Weeds – Kleine Deals unter Nachbarn (Weeds, Fernsehserie, 4 Episoden)
- 2011–2015: Karate-Chaoten (Kickin' It, Fernsehserie, 9 Episoden)
- 2012: The Finder (Fernsehserie, Episode 1x03)
- 2012: Harry’s Law (Fernsehserie, Episode 2x19)
- 2012: Men at Work (Fernsehserie, Episode 1x07)
- 2012: Guys with Kids (Fernsehserie, Episode 1x03)
- 2013: Justified (Fernsehserie, 2 Episoden)
- 2013: The Big Bang Theory (Fernsehserie, Episode 6x22)
- 2013: Apartment 23 (Don’t Trust the B---- in Apartment 23, Fernsehserie, Episode 2x19)
- 2013: Wendell & Vinnie (Fernsehserie, Episode 1x15)
- 2013: Navy CIS: L.A. (NCIS: Los Angeles, Fernsehserie, Episode 5x07)
- 2013: Mob City (Fernsehserie, Episode 1x03)
- 2014: Mixology (Fernsehserie, Episode 1x09)
- 2014: Stalker (Fernsehserie, Episode 1x07)
- 2014–2015: Melissa & Joey (Fernsehserie, 3 Episoden)
- 2014–2016: Nicky, Ricky, Dicky & Dawn (Fernsehserie, 3 Episoden)
- 2015: Mom (Fernsehserie, Episode 2x09)
- 2015: Die Millers (The Millers, Fernsehserie, Episode 2x07)
- 2015: Extremely Used Cars: There Is No Hope
- 2015: Fresh Off the Boat (Fernsehserie, Episode 1x06)
- 2015: 2 Broke Girls (Fernsehserie, Episode 4x15)
- 2015: It Had to Be You (Fernsehfilm)
- 2015: iZombie (Fernsehserie, Episode 2x05)
- 2015: Major Crimes (Fernsehserie, Episode 4x15)
- 2016: Rush Hour (Fernsehserie, Episode 1x07)
- 2016–2019: Suits (Fernsehserie, 9 Episoden)
- 2017: Training Day (Fernsehserie, Episode 1x07)
- 2017: Lucifer (Fernsehserie, Episode 3x05)
- 2018: Off the Menu
- 2018: 9-1-1 (Fernsehserie, Episode 1x06)
- 2018: Unsolved (Fernsehserie, 2 Episoden)
- seit 2019: Sydney to the Max (Fernsehserie)
- 2021: B Positive (Fernsehserie, Episode 2x02)

## Synchronisationen
- 2004: Full Spectrum Warrior (Videospiel)
- 2012: Guild Wars 2 (Videospiel)
- 2016: Animals Unleashed (Fernsehserie, 12 Episoden)